# Außer der Schleifmühle

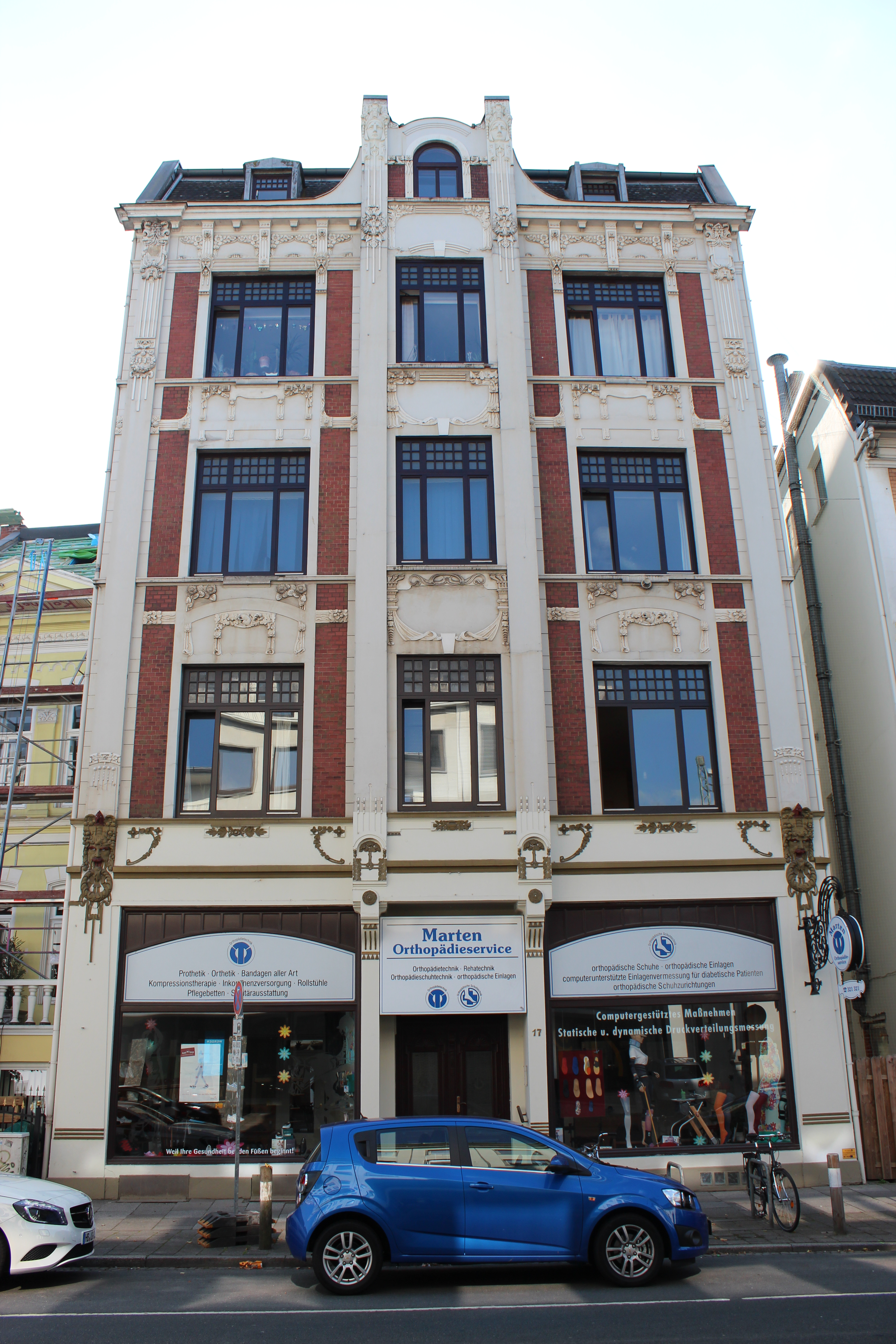
Geschäftshaus Außer der Schleifmühle 17

Die Straße Außer der Schleifmühle ist eine historische Straße in Bremen im Stadtteil Bremen-Mitte, Ortsteil Ostertor. Sie führt stadtauswärts in West-Ost-Richtung von der Straße An der Weide/Am Dobben zur Bismarckstraße.
Die Querstraßen wurden benannt als Am Dobben nach einem Gewässer, Rembertistraße nach dem Erzbischof von Bremen Rembert (Rimbert, 830–888), Friedenstunnel, Parkallee nach dem angrenzenden Bürgerpark, Schleifmühlenweg nach dortigen früheren Schleifmühle und Dobbenweg nach dem Weg am Gewässer Dobben; ansonsten siehe beim Link zu den Straßen.

## Geschichte

### Name

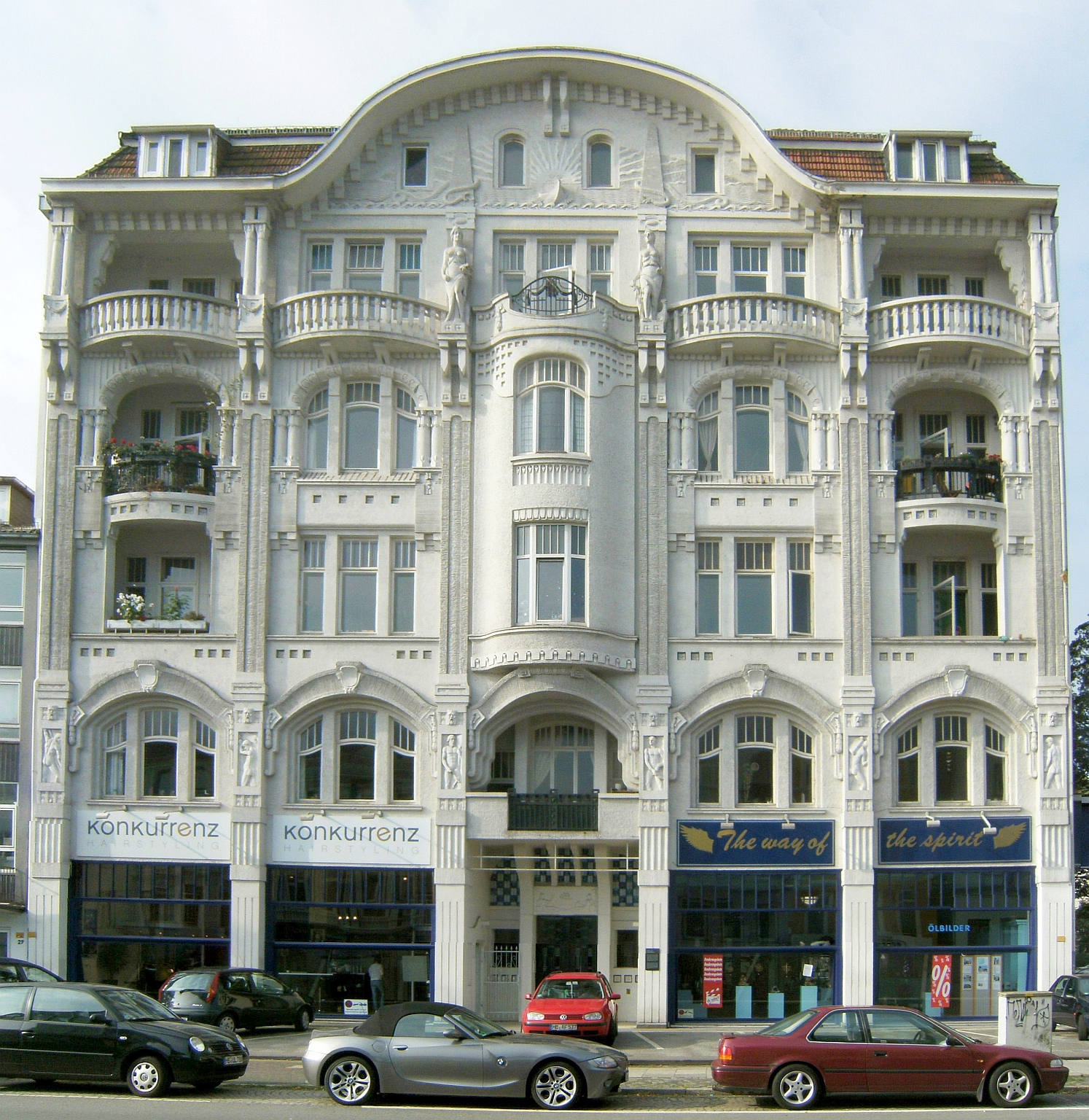
Wohn- und Geschäftshaus Außer der Schleifmühle 27

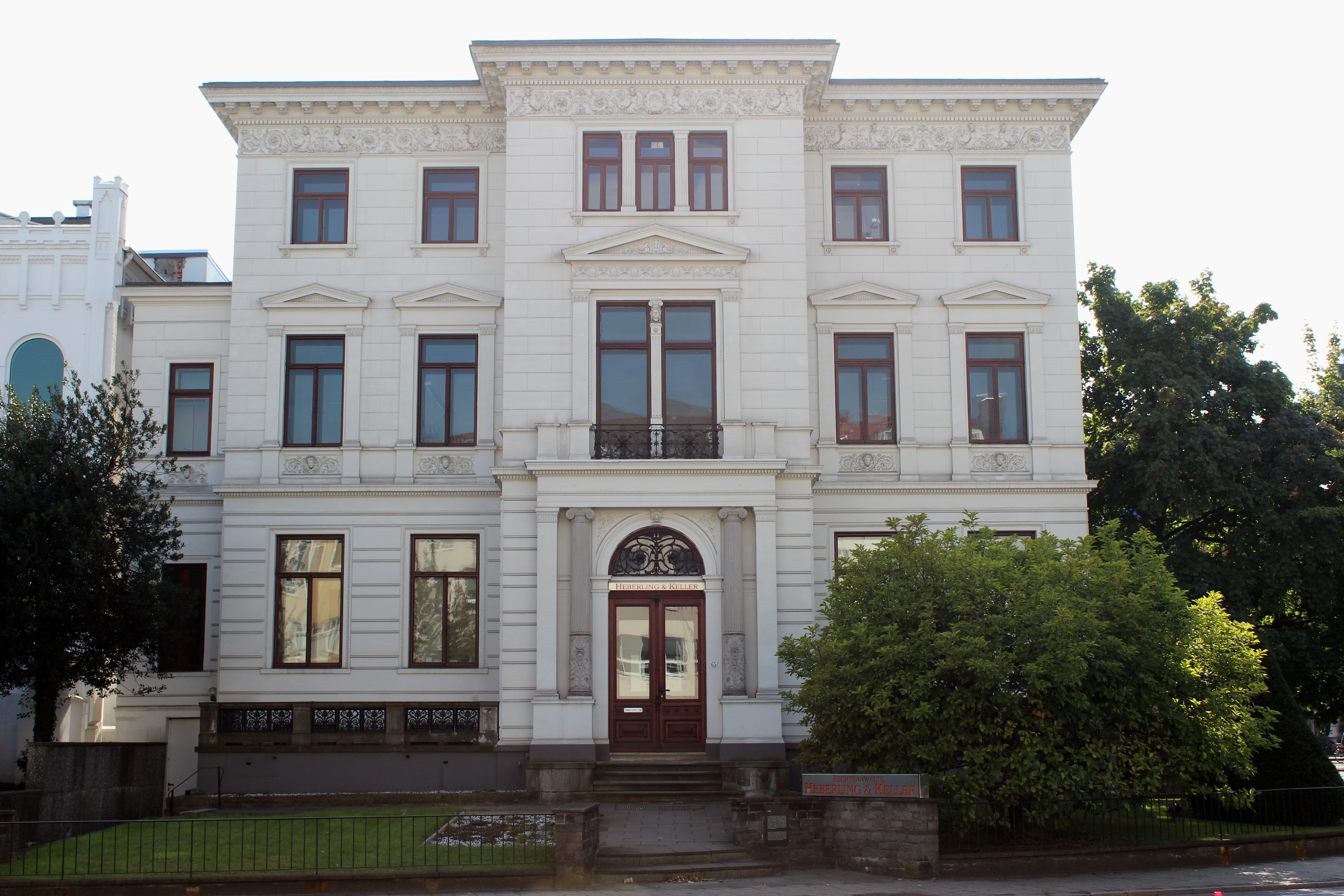
Wohnhaus Außer der Schleifmühle 65

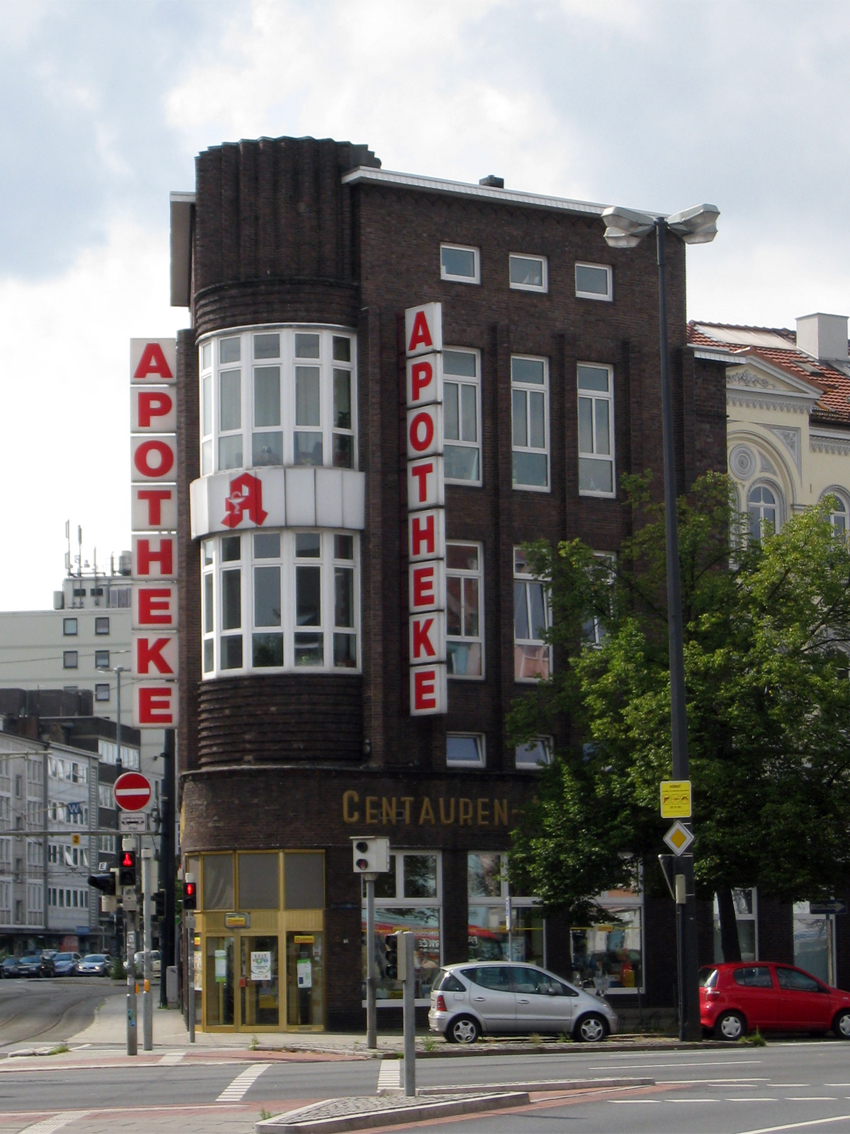
Centauren-Apotheke

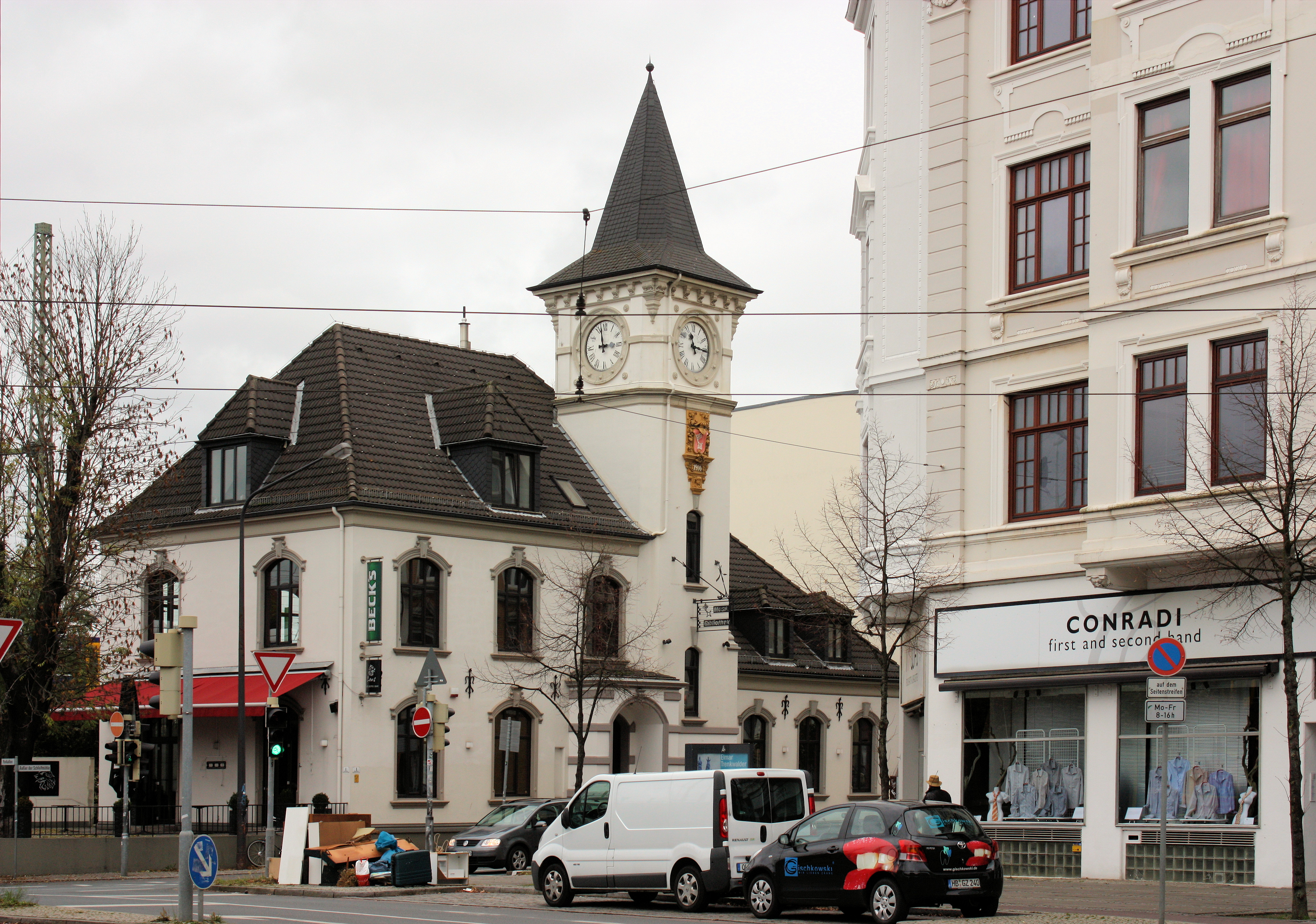
Nr. 2

Die Straße erhielt den Namen nach der Schleifmühle, die hier seit dem 15. Jahrhundert stand. Am 25. Juli 1459 bekam Johann Runge vom Bremer Rat die Genehmigung zum Bau und Betrieb einer wasserbetriebenen Schleifmühle. Sie entstand in der Nähe des Steinturmes (Steenthorn), der seit 1309 mit dem Pagenturm (Pagenthorn) Vorposten der Bremer Stadtbefestigung war. 1686/89 wandelte ein holländischer Müller die Schleifmühle zu einer Walkmühle um. Um 1725 wurde die Mühle abgebrochen, vermutlich aufgrund der Beschwerden der Bauern wegen der zu großen Wassermengen, welche die angrenzenden Wiesen und Felder überfluteten.

### Entwicklung
Der Ortsteil Ostertor entwickelte sich erst nach 1849, als die Bremer Torsperre aufgehoben wurde und die Vorstadtbürger das gleiche Bürgerrecht wie die Altstadtbürger erhielten.
Mit dem Ausbau der Schwachhauser Heerstraße wurde auch diese Straße verstärkt frequentiert. Bis um 1910 war die städtische Bebauung an der Straße weitgehend abgeschlossen.

### Verkehr
Die Straßenbahn Bremen kreuzt bzw. tangiert Am Dobben mit den Linien 1 (Huchting – Am Brill – Hauptbahnhof – S Bf Mahndorf), 4 (Lilienthal – Hauptbahnhof – Domsheide – Arsten) und 10 (Gröpelingen – Walle – Hauptbahnhof – Sebaldsbrück).
Im Nahverkehr in Bremen verkehrt auf der Straße die Buslinie 25 (Weidedamm-Süd – Osterholz).

## Gebäude und Anlagen
An der Straße befinden sich überwiegend drei- bis viergeschossige Gebäude.
Bremer Baudenkmale
- Nr. 17: viergesch. Geschäftshaus Außer der Schleifmühle 17 von 1900 nach Plänen von Heinrich Wilhelm Behrens, im Jugendstil.[1]
- Nr. 27: fünfgesch. Wohn- und Geschäftshaus Außer der Schleifmühle 27 von 1906 nach Plänen von Heinrich Behrens-Nicolai, im Jugendstil.[2]
- Nr. 65: dreigesch. Wohnhaus Außer der Schleifmühle 65 von 1875 nach Plänen von Eduard Gildemeister für Bastian, neoklassizistisch.[3]
- Dobbenweg 11/12 Ecke Außer der Schleifmühle: dreigesch. Centauren-Apotheke von 1928 nach Plänen von Carl Heinrich Behrens-Nicolai, im Stil des Backsteinexpressionismus

Erwähnenswerte Gebäude
- Nr. 2/Parkallee 1: ein- bis zweigesch. historisierendes Gebäude von um 1880 als Polizeiwache mit Walmdach und 4-gesch. Uhrenturm, im Zweiten Weltkrieg beschädigt und wieder aufgebaut; mehrere Jahrzehnte hatte dort die Musikbibliothek der Stadtbibliothek Bremen ihren Standort; heute u. a. Restaurant (LEOS)
- Nr. 7: viergesch. Wohn- und Geschäftshaus von um 1910
- Nr. 13: dreigesch. Geschäftshaus des Kunsthandwerkes von um 1900
- Nr. 16: dreigesch. historisierendes Geschäfts- und Bürohaus
- Nr. 18: viergesch. neoklassizistisches Büro- und Wohnhaus
- Nr. 19 und 23: zweigesch. typische Bremer Häuser von um 1900
- Nrn. 26 und 28: viergeschossige Wohn- und Geschäftshäuser, erbaut 1865 von Johann Heinrich Mende
- Nr. 40: zweigeschossiges neoklassizistisches Wohnhaus von 1868, für den Holzkaufmann und Konsul Heinrich de Voss gebaut, seit 1919 im Besitz des Mediziners Heinrich Widmann (18??–1959), der hier praktizierte; danach Galerie, dann ab 1979 Haus von Klaus Ziemann und u. a. auch Kunst- und Auktionshaus.[4] Heute (2018) Büro des Norddeutschen Instituts für Kurzzeittherapie.
- Nr. 67: dreigesch. historisierendes (Neorenaissance) Bürogebäude
- Nr. 51: viergesch Wohnhaus mit Mezzanin-Geschoss und Erker von um 1925
- Nr. 55–61: Wohn- und Bürohaus mit dem Deutschen Paritätischen Wohlfahrtsverband, Landesverband Bremen
- Nr. 73: viergesch. Gebäude mit italienischem Gourmetrestaurant (Al Pappagallo)
- Nr. 80: fünfgesch. neueres Wohn- und Geschäftshaus mit der Apotheke Außer der Schleifmühle
- Nr. 84: Ehemals Centauren Hotel, eröffnet 1967 mit 34 Betten, später als Hotel garni geführt und saniert

### Persönlichkeiten in der Straße
- Liselotte Thomamüller
- Caspar Bröcheler
- Heinrich Vogeler

### Gedenktafeln
- Stolpersteine für die Opfer des Nationalsozialismus gemäß der Liste der Stolpersteine in Bremen:
  - Nr. 27: für Curt Caspary (1882–1941) und Gertrud Caspary (1894–1941), ermordet in Minsk
  - Nr. 77: für Irma Heidemann (1897–1941) und Kaufmann eines Kaufhauses Iwan Heidemann (1883–1941), ermordet in Minsk

## Historisches
Die Straße war bis zur Zuschüttung des Gewässers Dobben 1864 die einzige Verbindung von der Schwachhauser Heerstraße zur Bremer Innenstadt, an ihrem westlichen Ende befand sich eine Brücke über den Dobben. Bereits 1872 war die Straße voll bebaut. Unter der Adresse Außer der Schleifmühle 51 (heute 42) stand das gutbürgerliche Elternhaus des 1872 geborenen Malers Heinrich Vogeler.
Nördlich der Straße befand sich jahrhundertelang ein Friedhof. Auf dessen Gelände, inzwischen hinter einer Eisenbahnstrecke gelegen, wurde um 1880 oder 1885 die Radrennbahn An der Schleifmühle eröffnet. Dort fanden die ersten Bremer Radrennen statt, außerdem trat dort auch Buffalo Bill auf. Die Radrennbahn wurde um 1897 noch zu einer vollständigen Holz- und Lattenbahn mit überhöhten Kurven ausgebaut und um 1900 abgerissen.